# Odder Politi
Odder Politi er en forhenværende politikreds i Østjylland fra 1973 – 2006. Kredsen bestod af kommunerne Hørning, Odder, Ry, Samsø og Skanderborg.
Politikredsen blev nedlagt i forbindelse med politireformen og delt mellem Østjyllands Politi og Sydøstjyllands Politi.

## Historie
Politikredsen blev etableret 1. april 1973, hvor det tidligere Odder Politi (1957 – 1973) blev udvidet ved at overføre kommunerne Hørning, Ry og Skanderborg fra Silkeborg Politi, Samsø Kommune fra Kalundborg Politi og ved at afgive den nedlagte Beder-Malling Kommune og dele af den nedlagte Solbjerg Kommune til Aarhus Politi. 
Som en del af politireformen i 2006 blev politikredsen nedlagt. Den nye Skanderborg Kommune blev en del af Sydøstjyllands Politi, mens Odder og Samsø kommuner blev en del af Østjyllands Politi.

## Politistation

### Politistationen i Odder
Ting- og arresthuset i Odder blev opført i 1856 på baggrund af tegninger af kgl. bygningsinspektør Ferdinand Thielemann. Bygningen, der i dag er beliggende på Rådhusgade 1, blev udvidet i 1918 og fungerede frem til 2006 som politistation i Odder. Bygningen blev i 2011 solgt til private.